# Barebone

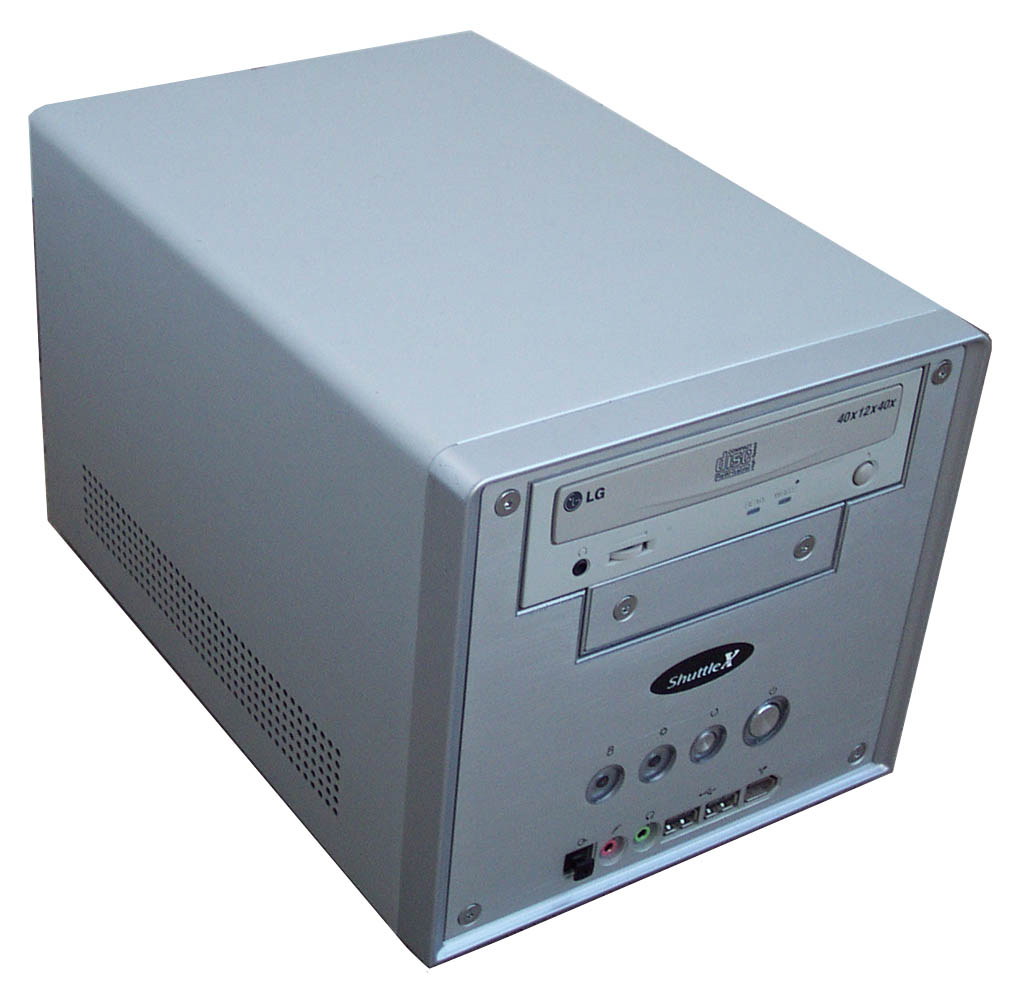

Barebone (англ. «bare» — голый и «bone» — кость) — компьютер, собранный на основе «каркасной» системы, предназначенной для самостоятельной сборки пользователем и называемой баребон-основой.

## Компоненты
Для баребонов характерна возможность большего количества возможных конфигураций при меньшей цене в сравнении с аналогичными продаваемыми в розницу серийно выпускаемыми компьютерами.
Доступны баребон-основы для самостоятельной сборки как настольных компьютеров, так и ноутбуков, серверов и моноблоков.
Причём почти в любых форм-факторах. Производители даже зачастую производят баребон-основы в нестандартных форм-факторах, потому что баребон-основы продаются как частично собранные комплекты для дальнейшей доукомплектовки. Обычно материнская плата и блок питания в таких системах предустановлены.
Баребоны часто рассматриваются как промежуточный вариант между приставкой и компьютером. Нередко это урезанная версия ПК, в которой электронные компоненты или совсем, или частично не подлежат замене (обычно только память и приводы). Но это характерно не для всех баребонов. Графический ускоритель обычно отсутствует, или предустановлена его упрощенная мультимедиа-версия, позволяющая только просматривать видео, не поддерживающая трёхмерную графику средней и высокой производительности.
Довольно часто баребон — офисный вариант компьютера, там, где нет нужды в больших мощностях вычислений (работа с базами данных, заполнение и распечатка бланков, поиск и оформление через интернет). Электронные компоненты обычного компьютера объединены в одной плате, что не позволяет заменять детали в случае поломки или на более совершенные, но за счёт массового производства они, как правило, дешевле аналогов.
Все основные проблемы решены на заводе производителем, поэтому баребоны имеют значительно более компактные размеры, лучшее охлаждение (как следствие бесшумность).
Но, например, встречаются и баребон-основы для построения довольно мощных нестандартных компьютерных систем (в основном стационарных или переносных рабочих станций).

## Ограничения при обновлении
Возможный апгрейд системы баребона может быть ограничен, особенно это относится к компонентам материнской платы, которая может иметь меньше места для установки дополнительных устройств ввода-вывода и меньше количества памяти и слотов PCI-карт, чем необходимо. Материнская плата не может быть совместима с более мощными процессорами и большей памятью, чем те, которые изначально были приобретены с системой баребона. Баребон также может иметь ограничение на максимальную тепловую мощность процессора и может быть не в состоянии поддерживать процессоры, которые могли бы подойти по размеру баребону.

## Производители
Следующие компании в настоящее время производят баребон-компьютеры:
- ASUSTeK Computer Inc.[3]
- Biostar[англ.]
- Gigabyte Technology Co. Ltd.[4]
- Micro-Star International (MSI)
- Shuttle Inc.[англ.]
- Systemax[англ.]/TigerDirect[англ.]
- Supermicro (серверы)
- ZOTAC
- Intel